# Difluorur de xenó
El difluorur de xenó és un compost binari de fluor i xenó de fórmula {\displaystyle {\ce {XeF2}}}. És un dels composts de xenó més estables i un agent fluorant potent. A temperatura ambient és un sòlid cristal·lí dens i blanc. Com la majoria dels fluorurs inorgànics covalents, és sensible a la humitat. Es descompon en contacte amb la llum o el vapor d'aigua, però d'altra manera és estable per a l'emmagatzematge.

## Estructura
El difluorur de xenó és una molècula lineal amb una longitud d'enllaç {\displaystyle {\ce {Xe-F}}} de 197,73 ± 0,15 pm en fase de vapor i 200 pm en fase sòlida. La disposició de les molècules en el difluorur de xenó sòlid mostra que els àtoms de fluor de les molècules veïnes eviten la regió equatorial de cada molècula. Això està d'acord amb la predicció de la teoria teoria de repulsió de parells d'electrons de la capa de valència (RPECV), que prediu que hi ha 3 parells d'electrons que no s'enllacen al voltant de la regió equatorial de l'àtom del xenó.